# Antisemitismo in Unione Sovietica
Nonostante la Rivoluzione russa del 1917 avesse messo fine all'antisemitismo ufficiale dell'Impero russo, inclusa la zona di residenza dove potevano abitare gli ebrei, l'antisemitismo in Unione Sovietica venne portato avanti, in diverse misure e modalità, dallo Stato comunista sovietico, specialmente sotto Iosif Stalin. L'antisemitismo raggiunse nuove vette dopo il 1948 durante la campagna anticosmopolita, in cui furono uccisi o arrestati numerosi poeti, scrittori, pittori e scultori yiddish. Ciò culminò nel cosiddetto complotto dei medici, in cui un gruppo di medici (quasi tutti ebrei) furono sottoposti a un processo farsa in quanto accusati di aver complottato per assassinare Stalin.

## Storia

### La Rivoluzione di febbraio e il governo provvisorio
Il governo provvisorio annullò tutte le restrizioni imposte agli ebrei dal regime zarista, in una mossa parallela all'emancipazione ebraica nell'Europa occidentale che aveva avuto luogo durante il 19º secolo.

### La Rivoluzione d'ottobre bolscevica
La Rivoluzione d'ottobre bolscevica abolì la zona di residenza e altre leggi che consideravano gli ebrei un popolo fuorilegge, ma, al contempo, i bolscevichi erano fortemente contrari al giudaismo (e a qualsiasi religione) e condussero una vasta campagna per sopprimere le tradizioni religiose tra la popolazione ebraica, accanto alla cultura ebraica tradizionale. Nel 1918, venne fondata la Yevsektsiya, per promuovere il marxismo, il secolarismo e l'assimilazione ebraica nella società sovietica, e presumibilmente portare il comunismo alle masse ebraiche.
Nell'agosto 1919 le proprietà ebraiche, comprese le sinagoghe, vennero sequestrate e molte comunità ebraiche vennero sciolte. Le leggi anti-religiose contro tutte le espressioni di religione e di educazione religiosa venivano applicate a tutti i gruppi religiosi, comprese le comunità ebraiche. Molti rabbini e altri funzionari religiosi vennero costretti a dimettersi dai loro incarichi sotto la minaccia di violente persecuzioni. Questo tipo di persecuzione continuò negli anni '20. Gli ebrei vennero spesso collocati in modo sproporzionato in prima linea nelle guerre russe all'inizio del 1900 e nella seconda guerra mondiale. Di conseguenza, un gran numero di ebrei emigrò dalla Russia verso luoghi come gli Stati Uniti. Cambiare il cognome della famiglia durante l'emigrazione per ridurre il rischio percepito non era raro.

Le dichiarazioni ufficiali di Lenin sull'antisemitismo erano contraddittorie. Nel marzo 1919 pronunciò un discorso "Sui pogrom antiebraici" dove denunciava l'antisemitismo come "un tentativo di deviare l'odio degli operai e dei contadini dagli sfruttatori verso gli ebrei". Il discorso era in linea con la precedente condanna dei pogrom perpetrati dall'Armata Bianca durante la guerra civile russa. Allo stesso tempo, però, Lenin scrisse nel suo progetto di direttiva per il Partito Comunista "Le politiche sull'Ucraina" nell'autunno del 1919:
Gli ebrei e gli abitanti delle città in Ucraina devono essere presi con guanti di pelle di riccio, inviati a combattere in prima linea e non dovrebbero mai essere ammessi in posizioni amministrative (tranne una percentuale trascurabile, in casi eccezionali, e sotto il [nostro] controllo di classe).
Campagne di massa contro l'antisemitismo vennero condotte fino all'inizio degli anni 30. Le campagne raggiunsero il loro apice dal 1927 al 1930, quando la propaganda sovietica considerava l'antisemitismo diffuso dai nemici dell'Unione Sovietica. Vennero realizzati spettacoli e film sull'argomento e svolti processi pubblici. Nel 1931, persino Stalin, che poi adotterà politiche antisemite (vedi il paragrafo seguente) disse, in risposta all'Agenzia telegrafica ebraica: "L'antisemitismo, come forma estrema di sciovinismo razziale, è la traccia più pericolosa del cannibalismo".

### Sotto Stalin
Iosif Stalin emerse come leader dell'Unione Sovietica in seguito a una lotta per il potere con Trockij dopo la morte di Lenin. Stalin venne accusato di ricorrere all'antisemitismo in alcuni dei suoi argomenti contro Trotsky, che era di origine ebraica. Coloro che conoscevano Stalin, come Chruščëv, suggerirono che Stalin avesse nutrito a lungo sentimenti negativi nei confronti degli ebrei che si erano manifestati prima della rivoluzione del 1917. Già nel 1907, Stalin scrisse una lettera distinguendo tra una "fazione ebraica" e una "vera fazione russa" nel bolscevismo. Il segretario di Stalin Boris Bažanov dichiarò che Stalin ebbe esplosioni di violenza antisemita anche prima della morte di Lenin. Stalin adottò politiche antisemite che vennero rafforzate con il suo anti-occidentalismo. Poiché l'antisemitismo era associato alla Germania nazista ed era ufficialmente condannato dal sistema sovietico, l'Unione Sovietica ed altri Stati comunisti usarono il termine di copertura "antisionismo" per le loro politiche antisemite. L'antisemitismo, come lo storico, orientalista e antropologo Raphael Patai e la genetista Jennifer Patai Wing scrissero nel loro libro "The Myth of the Jewish Race", era "espresso nel linguaggio dell'opposizione al sionismo". Dopo l'espulsione di Trockij, la sua eredità ebraica venne ulteriormente sfruttata sotto forma di associazione: "un ebreo è un trotskista, un trotskista è un ebreo". Dal 1936 al processo farsa del "Centro terroristico trotskista-zinovievita", i sospetti, eminenti capi bolscevichi, vennero accusati di nascondere le loro origini ebraiche con nomi slavi.
L'antisemitismo nell'Unione Sovietica iniziò apertamente come una campagna contro il "cosmopolita senza radici" (un eufemismo per "ebreo"). Nel suo discorso intitolato "Su diversi motivi per il ritardo nella drammaturgia sovietica" in una sessione plenaria del consiglio dell'Unione degli scrittori sovietici nel dicembre 1948, Aleksandr A. Fadeev equiparò i cosmopoliti agli ebrei. In questo campagna contro il "cosmopolita senza radici", molti importanti scrittori e artisti ebrei furono uccisi. Termini come "cosmopoliti senza radici", "cosmopoliti borghesi" e "individui privi di nazione o tribù" (che erano tutti nomi in codice per gli ebrei) apparvero sui giornali. La stampa sovietica accusava gli ebrei di "umiliarsi prima dell'Occidente", aiutando l'"imperialismo americano", "l'imitazione servile della cultura borghese" e "l'estetismo borghese". La vittimizzazione degli ebrei per mano dei nazisti nell'URSS venne negata, gli studiosi ebrei vennero rimossi dalle scienze, e il diritto all'emigrazione venne negato agli ebrei. Nel 1952 si verificò la notte dei poeti assassinati. La campagna antisemita stalinista culminò infine nel complotto dei medici nel 1953. Secondo Patai, il complotto dei dottori era "chiaramente finalizzato alla totale liquidazione della vita culturale ebraica". L'antisemitismo comunista sotto Stalin condivideva una caratteristica comune con l'antisemitismo nazista e fascista nella sua fede nella "cospirazione mondiale ebraica".
L'antisemitismo sovietico si estendeva alla politica nella zona di occupazione sovietica della Germania. Come ha notato lo storico Norman Naimark, i funzionari dell'amministrazione militare sovietica in Germania (SVAG) dal 1947 al 1948 mostrarono una "crescente ossessione" per la presenza degli ebrei nell'amministrazione militare. Gli ebrei nelle università tedesche che resistettero alla sovietizzazione vennero indicati come "vittime del fascismo" ma di "origine non ariana" ora "schierati con i partiti borghesi".
Studiosi come Erich Goldhagen affermano che in seguito alla morte di Stalin, la politica dell'Unione Sovietica nei confronti degli ebrei e della questione ebraica divenne più discreta, con politiche antisemite indirette anziché di aggressioni fisiche dirette. Goldhagen suggerisce che, nonostante fosse notoriamente critico nei confronti di Stalin, Nikita Chruščëv non considerava le politiche antisemite di Stalin come "atti mostruosi" o "brutte violazioni dei principi leninisti fondamentali della politica di nazionalità dello Stato sovietico".

### Sotto Brežnev
Immediatamente dopo la guerra dei sei giorni nel 1967, le condizioni antisemite iniziarono a provocare il desiderio di emigrare in Israele per molti ebrei sovietici. Un ingegnere radiofonico ebreo ucraino, Boris Kochubievsky, cercò di trasferirsi in Israele. In una lettera a Brežnev, Kochubievsky dichiarò:
Sono ebreo. Voglio vivere nello stato ebraico. Questo è un mio diritto, così come lo è il diritto di un ucraino di vivere in Ucraina, il diritto di un russo di vivere in Russia, il diritto di un georgiano di vivere in Georgia. Voglio vivere in Israele. Questo è il mio sogno, questo è l'obiettivo non solo della mia vita ma anche delle vite di centinaia di generazioni che precedono ded me, dei miei antenati che furono espulsi dalla loro terra. Voglio che i miei figli studino la lingua ebraica. Voglio leggere giornali ebrei, voglio andare a un teatro ebraico. Cosa c'è di sbagliato in questo? Qual è il mio crimine...? 
In una settimana venne convocato in un ufficio del KGB e, senza essere interrogato, venne portato in un istituto psichiatrico nella sua città natale di Kiev. Anche se questo può sembrare un incidente isolato, le conseguenze della guerra dei sei giorni colpirono quasi tutti gli ebrei all'interno dell'Unione Sovietica. Film come Secret ed Explicit usciti in quegli anni avevano una forte carica antisemita. Gli ebrei che erano stati soggetti ad assimilazione sotto i regimi precedenti si trovavano ora di fronte a un nuovo senso di vigore e rinascita nella loro fede e eredità ebraica. Il 23 febbraio 1979, un articolo di sei pagine venne distribuito nelle città di Mosca e Leningrado, che criticava Brežnev e altri 7 individui per essere "sionisti". L'articolo conteneva tracce di antisemitismo profondamente radicato in cui l'autore anonimo, un membro dell'Organizzazione di liberazione russa, indicò i modi per identificare i sionisti; questi includevano "petto e braccia pelosi", "occhi sfuggenti" e un "naso a uncino".
Il 22 febbraio 1981, in un discorso, durato più di 5 ore, il premier sovietico Leonid Brežnev denunciò l'antisemitismo in Unione Sovietica. Sebbene Stalin e Lenin avessero fatto lo stesso in varie dichiarazioni e discorsi, questa era la prima volta che un alto funzionario sovietico lo aveva fatto di fronte all'intero partito. Brežnev riconobbe che l'antisemitismo esisteva all'interno del blocco orientale e riconobbe che esistevano molti gruppi etnici diversi i cui "requisiti" non venivano soddisfatti. Per decenni, persone di diversa estrazione etnica o religiosa vennero assimilate nella società sovietica e gli venne negata la capacità o le risorse per ottenere l'istruzione o praticare la loro religione come avevano fatto in precedenza. Brežnev rese ufficiale la politica sovietica di fornire a tali gruppi etnici questi "requisiti", citando la paura dell'"emergere di tensioni interetniche" come motivo.
Sebbene ai più la questione dell'antisemitismo sembrava essere stata abbandonata in modo molto casuale e quasi accidentale, questa era molto calcolata e pianificata. In questo momento l'Unione Sovietica stava subendo pressioni da tutto il mondo per risolvere molte violazioni dei diritti umani che stavano avvenendo all'interno dei loro confini, e la dichiarazione rispose alle inchieste di paesi come l'Australia e il Belgio. Mentre il Partito sembrava prendere una posizione dura contro l'antisemitismo, restava il fatto che la propaganda antisemita era presente da tempo nell'Unione Sovietica, rendendo estremamente difficile risolvere i problemi subito. Inoltre, le organizzazioni ebraiche a Washington DC stavano richiamando l'attenzione sui problemi dell'ebraismo sovietico ai leader americani.